# Liste der Naturdenkmäler im Landkreis Weilheim-Schongau
Im Landkreis Weilheim-Schongau gibt es 87 Naturdenkmäler (Stand: 2024). 14 Naturdenkmäler entfallen auf Peiting, die flächengrößte Gemeinde des Landkreises (Stand: 2024).

## Naturdenkmäler
| Name | Bild | Kennung  | Einzelheiten | Position | Fläche Hektar    | Datum         |
| --- | ---- | -------- | --- | -------- | ---------------- | ------------- |
| Hangquellmoor am Tannenbichel                                                                                      | BW   | ND-00236 | Bernbeuren Hangquellmoor am Tannenbichel südöstlich von Bernbeuren (Geotop: 190R007) | ⊙        | 0,34             |               |
| Hangquellmoor bei Echerschwang                                                                                     | BW   | ND-00240 | Bernbeuren Das Hangquellmoor ist aus ökologischen Gründen interessant. Aus Schottern auf stauender Moräne treten kalkreiche und kalkabscheidende Quellwässer aus. Die dauernde Vernässung des flachen Unterhangs führt zur Torfbildung. (Geotop: 190R005) | ⊙        | 0,51             |               |
| Irrblock im Ortsteil Gruiwang (Geotop: Findling und Moräne bei Greuwang)                                           | BW   | ND-00230 | Bernbeuren Bei Gruiwang verlaufen die Moränenwälle der vierten Rückzugsphase (Gruiwanger Stadium) des würmzeitlichen Lechgletschers. Auf einem Moränenwall liegt der Findlingsblock aus kreidezeitlichem Konglomerat aus dem Bereich des Tegelbergs bei Füssen. (Geotop: 190R006) | ⊙        |                  |               |
| Irrblock östlich der Straße von Bernbeuren zur Seemühle (Geotop: Findling bei Bernbeuren)                          | BW   | ND-00229 | Bernbeuren Der stark überwachsene Findling besteht aus rotfleckigem alpinem Unterjura-Kalkstein und liegt auf dem Moränenwall der dritten Rückzugsphase (Burker Stadium) des Lechgletschers. (Geotop: 190R012) | ⊙        |                  |               |
| Ehemaliger Steinbruch                                                                                              | BW   | ND-00231 | Bernbeuren Ehemaliger Steinbruch südwestlich von Bernbeuren. Unter oberflächlichen Moränen ist Nagelfluh anstehend. (Geotop: 190A003) | ⊙        | 1                |               |
| Sommerlinde Bernbeuren                                                                                             | BW   | ND-00232 | Bernbeuren Sommerlinde am südlichen Ortsrand von Ellensberg | ⊙        |                  | 1952          |
| Frühlingsknotenblumenstandort                                                                                      | BW   | ND-01104 | Böbing Frühlingsknotenblumenstandort | ⊙        | 3,1              | 21. Juli 1982 |
| Montane Wiese am „Schnalz“ bei Holzleiten                                                                          |      | ND-00063 | Böbing Extensiv genutzte Wiesen an den steilen, südexponierten Hängen des Schnalzbergs | ⊙        | 0,68             |               |
| Streuwiese südöstlich von Geigersau                                                                                | BW   | ND-01103 | Böbing Streuwiese in einer langgezogenen, nach Westen offenen Waldschneise | ⊙        | 1,09             |               |
| Findling westlich von Engenwies                                                                                    | BW   | ND-00237 | Burggen Der Findling besteht aus gelblichem Molasse-Sandstein und trägt ein Feldkreuz. Er liegt auf dem breiten Moränenwall des Tannenberger Rückzugsstadiums des würmzeitlichen Lechgletschers, der zum Burgberg von Burggen hin verläuft. (Geotop: 190R013) | ⊙        |                  |               |
| Toteiskessel südöstlich vom Borzenwinkel                                                                           |      | ND-00235 | Burggen Das Naturdenkmal ist ein Teil des Geotops „Toteislöcher bei Borzenwinkel“, das aus zwei verlandeten Toteislöchern besteht. Die Mulden liegen in einem Schotterfeld vor dem Moränenwall des Haslacher Rückzugsstadiums des würmzeitlichen Lechgletschers. (Geotop: 190R003) | ⊙        | 1,94             |               |
| Toteiskessel nordöstlich vom Borzenwinkel                                                                          | BW   | ND-00238 | Burggen Das Naturdenkmal ist ebenfalls Teil des Geotops „Toteislöcher bei Borzenwinkel“. Der Boden des Toteislochs ist vemoort, an den Böschungen zum Toteisloch hinab wachsen basenreiche Magerrasen. | ⊙        | 0,84             |               |
| Trockenrasen am Burgberg                                                                                           |      | ND-00233 | Burggen Burgberg nördlich von Burggen, langgestreckter Würm-Endmoränenwall, in der Flanke des Südwest-Hanges liegt ein Findling aus Molassesandstein. Auf der Nordseite befinden sich Reste einer Wallanlage (Geotop: 190R002) | ⊙        | 9                |               |
| 2 Strauchbirkenbestände                                                                                            | BW   | ND-00234 | Burggen Zwei Strauchbirkenbestände in der Nähe der sogenannten Zieglerkapelle südlich von Burggen. Der erste Standort liegt etwa 60 m südwestlich der Kapelle, der zweite etwa 160 m nordwestlich. | ⊙        |                  |               |
| Weißdorn | BW   | ND-01076 | Hohenfurch Weißdorn nördlich Hohenfurch | ⊙        |                  |               |
| Irrblock auf Fl.Nr.: 2526 (Geotop: Findling ENE von Hohenfurch)                                                    | BW   | ND-01077 | Hohenfurch Der Findling besteht aus Hauptdolomit (Geotop: 190R042) | ⊙        |                  |               |
| Eiche |      | ND-01093 | Hohenpeißenberg Stieleiche (Quercus robur), Eichenweg 12 | ⊙        |                  |               |
| Steinbruch Hanslbauer                                                                                              | BW   | ND-01091 | Hohenpeißenberg Stark verwachsener Steinbruch mit aufgeschlossenem glaukonitischem Sandstein, in dem Haifischzähne gefunden wurden (Geotop: 190A002) | ⊙        | 0.0045 oder 0,04 | 1970          |
| Streuwiese südwestlich von Hetten                                                                                  | BW   | ND-01084 | Hohenpeißenberg Streuwiese südwestlich von Hetten, an der Straße von Hetten nach Hohenbrand | ⊙        | 0,9              |               |
| Kleintorfstiche südwestlich von Hetten                                                                             | BW   | ND-01083 | Hohenpeißenberg Torfstiche südwestlich von Hetten mit feuchten und nassen Hochstaudenfluren | ⊙        | 1,78             | 1982          |
| Spirken- und Zwergbirkenfilz                                                                                       | BW   | ND-01085 | Hohenpeißenberg Hochmoor mit Feuchtwaldflächen nördlich des Naturschutzgebiets Schwarzlaichmoor | ⊙        | 4,8              | 1982          |
| Streuwiese westlich vom Bahnhof Huglfing                                                                           | BW   | ND-01100 | Huglfing Beim Bahnhof Huglfing | ⊙        | 0,27             | 1982          |
| Kalkmoorquellgebiet nördlich von Huglfing                                                                          | BW   | ND-01101 | Huglfing Hangquellmoor (Kalkquellmoor) südöstlich von Huglfing, zwischen B 472 und Sportplatz, speist den Hungerbach (Geotop: 190R014) | ⊙        | 2,2              | 1982          |
| Streuwiese südwestlich von Huglfing                                                                                | BW   | ND-01102 | Huglfing Zwischen Deimenried und Achberg, südöstlich von Steinweiler in der Flur „Eckwiese“ | ⊙        | 4,9              | 1982          |
| Oserrücken mit Halbtrockenrasen bei Iffeldorf                                                                      | BW   | ND-01107 | Iffeldorf Os westlich von Iffeldorf, etwa 80 m lang, 30 m breit und etwa 8 m hoch. Oserrücken mit Halbtrockenrasen (früheres Geotop: 190R017) | ⊙        | 0,33 oder 0,5    | 1982          |
| Zwei Toteislöcher bei Schwaig                                                                                      |      | ND-01109 | Iffeldorf Zwei wassergefüllte Toteislöcher nordöstlich der Schwaig, teilweise verlandet (Geotop: 190R015) | ⊙        | 7                |               |
| Toteisloch mit Trockenrasen östlich der Lachen                                                                     | BW   | ND-01106 | Iffeldorf Das Toteisloch zwischen Schottern am Rande des Osterseegebietes ist trocken und bildet eine Lichtung inmitten von Waldflächen. Die steilen Hänge führen eine artenreiche Kalkmagerrasen-Vegetation. (Geotop: 190R016) | ⊙        | 7                |               |
| Lachen |      | ND-01108 | Iffeldorf Kleiner See, teilweise verlandet | ⊙        | 2,9              | 1982          |
| Linde bei Erbenschwang                                                                                             | BW   | ND-01072 | Ingenried Linde im Ortsteil Erbenschwang an einem Bachlauf in der Nähe der Kirche St. Jakobus der Ältere | ⊙        |                  |               |
| Linde auf Fl.Nr.: 518/5                                                                                            | BW   | ND-01073 | Ingenried Linde in Ingenried an der Kreuzung von Marktoberdorfer Straße, Schongauer Straße, Hauptstraße und Oberer Dorfstraße | ⊙        |                  |               |
| Bachlauf der Eyach im Mündungsbereich                                                                              |      | ND-01098 | Oberhausen (bei Peißenberg) Der weitgehend naturbelassene Bachlauf mäandriert stark. (Geotop: 190R018) | ⊙        | 1,75             | 1982          |
| Altwasser der Ammer nördlich von Maxlried                                                                          | BW   | ND-01097 | Oberhausen (bei Peißenberg) Auwald nordwestlich des Orts, zwischen der Eyachmündung (Naturdenkmal) und dem Ortsteil Thalhausen | ⊙        | 4,85             | 1982          |
| Nieswurzstandort bei Achberg                                                                                       | BW   | ND-01099 | Oberhausen (bei Peißenberg) Wiese bei Achberg, zwischen dem nordöstlichen Rand dieses Ortsteils und der Kapelle | ⊙        | 0,5              | 1982          |
| Halbtrockenrasen im Kerschlacher Forst                                                                             | BW   | ND-01685 | Pähl Nördlich des Orts an der Gemeinde- bzw. Landkreisgrenze, 500 m südöstlich der Hartkapelle | ⊙        | 1,25             | 1982          |
| Drei Moränenhügel am Hirschberg                                                                                    |      | ND-01684 | Pähl Drei Tumuli mit Magerrasen-Vegetation am Hirschberg im FFH-Gebiet „Moränenlandschaft zwischen Ammersee und Starnberger See“ oberhalb der Hirschberg-Alm. Die Tumuli sind Teil des Geotops „Tumuli am Hirschberg E von Pähl“ (Geotop: 190R020). | ⊙        | 0,35             |               |
| Eichberg und Schalkenberg (Geotop:Tumulus Eichberg NW von Pähl)                                                    |      | ND-01683 | Pähl Tumulus Eichberg nordwestlich Pähl (Geotop: 190R019). Das Naturdenkmal besteht aus den beiden Tumuli Eichberg und Schalkenberg, die etwa 600 m voneinander entfernt sind. | ⊙        | 0,4              |               |
| Eichberg und Schalkenberg (Geotop:Tumulus Schalkenberg N von Pähl)                                                 |      | ND-01683 | Pähl Der markante Tumulus entstand gegen Ende der Eiszeit, als Schmelzwässer die Deckmoräne des Ammerseegletschers teilweise in eine Gletschermühle umlagerten. Das gut sortierte Schottermaterial ist stark wasserdurchlässig und weist daher eine interessante Trockenvegetation auf, die sich von der umgebenden stark unterscheidet. Dort, wo der Tumulus west- und südseitig bewachsen ist, wurde abgebaut. (Geotop: 190R043) | ⊙        |                  |               |
| Scheithaufer Altwasser                                                                                             | BW   | ND-01095 | Peißenberg Nordöstlich der Wörther Ammerbrücke gelegenes Altwasser der Ammer; Ersatz für das zeitgleich gelöschte, am 19. August 1982 unter Schutz gestellte, ähnliche Gebiet | ⊙        | 2,5              | 18. Dez. 2013 |
| Eibenbestand nördlich von Peißenberg                                                                               | BW   | ND-01088 | Peißenberg Eibenbestand nördlich Peißenberg südöstlich des Rehgrabens | ⊙        | 1,5              | 1982          |
| Halbtrockenrasen nördlich von Armeleiten                                                                           | BW   | ND-01096 | Peißenberg Magerrasen an der Armeleiten mit Bestand an Geflecktem Ferkelkraut | ⊙        | 0,71             |               |
| Streuwiese nördlich des Hohenwarter Hofes                                                                          |      | ND-01094 | Peißenberg Streuwiese bei Hohenwart | ⊙        | 0,87             |               |
| Seefilz am Grubsee                                                                                                 |      | ND-00222 | Peiting Seefilz angrenzend an das südwestliche Ufer des Grubsees. Der Grubsee (Gruber See) ist Teil des Landschaftsschutzgebiets „Langer Filz und Gruber See in den Gemeinden Peiting und Steingaden“ | ⊙        | 3,09             |               |
| Spirkenfilz südöstlich vom Grubsee                                                                                 | BW   | ND-00223 | Peiting Beim Grubsee | ⊙        | 1,70             |               |
| Spirkenfilz westlich vom Grubsee                                                                                   | BW   | ND-00225 | Peiting Beim Grubsee | ⊙        | 2,50             |               |
| Spirkenfilz west-nordwestlich vom Grubsee                                                                          | BW   | ND-00224 | Peiting Moorwald mit Hochmoorkern beim Grubsee, von Nordwesten an das Naturdenkmal „Seefilz am Grubsee“ angrenzend. Zwischen den beiden Naturdenkmälern verläuft ein Feldweg. | ⊙        | 3,29             |               |
| Flachmoor südsüdwestlich von Oedenhof auf Fl.Nr.: 6953                                                             | BW   | ND-00221 | Peiting Zwischen Oedenhof und Grubsee | ⊙        | 1,32             |               |
| Drei Irrblöcke (zentralalpines Gestein) (Geotop: Findling 1 im Pürschwald beim Antoni nordöstlich von Finsterau)   |      | ND-01079 | Peiting Der schollenartige Gneisblock liegt auf Würmmoräne. (Geotop: 190R008). Das Naturdenkmal besteht aus den drei Findlingen im Pürschwald, die jeweils einzeln als Geotop ausgewiesen sind, | ⊙        |                  |               |
| Drei Irrblöcke (zentralalpines Gestein) (Geotop: Findling 2 im Pürschwald nordöstlich von Finsterau)               |      | ND-01079 | Peiting Der Amphibolitfindling ist deutlich gerundet und weist eine ausgeprägte Bänderung auf. (Geotop: 190R009) | ⊙        |                  |               |
| Drei Irrblöcke (zentralalpines Gestein) (Geotop: Findling 3 im Pürschwald beim Egidi ostnordöstlich von Finsterau) |      | ND-01079 | Peiting Kantiger Findling auf Würmmoräne (Geotop: 190R010) | ⊙        |                  |               |
| Findling nördlich von Rettenbach                                                                                   | BW   | ND-01078 | Peiting Der Findling besteht aus zentralalpinem Quarzphyllit. (Geotop: 190R021) | ⊙        |                  | 8. Okt. 1952  |
| Streuwiese östlich von Hohenbrand                                                                                  | BW   | ND-01080 | Peiting Im südlichen Teil des Naturschutzgebiets „Schwarzlaichmoor“ | ⊙        | 3,15             |               |
| Sommerlinde im Ortsteil Ramsau                                                                                     | BW   | ND-00228 | Peiting Sommerlinde bei Ramsau, Ecke Bundesstraße B 23/Ortseinfahrt, bei einem Wegkreuz | ⊙        |                  |               |
| Moorwald westlich von Luttenbach                                                                                   | BW   | ND-00226 | Peiting Moorwald am Storerbach, in der Nähe des Weges von Luttenbach zum Oedenhof | ⊙        | 2,58             | 1982          |
| Streuwiese bei Luttenbach                                                                                          | BW   | ND-00227 | Peiting Im Nordosten an Schotterweg und im Süden an Fichtenforst angrenzende, artenreiche Pfeifengras-Streuwiese bei Luttenbach | ⊙        | 0,84             |               |
| Spirkenhangmoor „Köpfinger Wiesen“                                                                                 | BW   | ND-00057 | Peiting Offener Hochmoorbereich inmitten Fichtenforst, überwiegend auf regeneriertem Torfstichstandort | ⊙        | 4,43             | 1982          |
| Flachmoor östlich von Kreut                                                                                        | BW   | ND-00058 | Peiting Flachmoor östlich von Kreut inmitten von Intensivgrünland | ⊙        | 0,87             |               |
| Filz im Grabenholz                                                                                                 | BW   | ND-00061 | Peiting Filz im Grabenholz am Schnaidberg südlich von Peiting | ⊙        | 3,22             |               |
| Eiche bei Gut Hub                                                                                                  | BW   | ND-07118 | Penzberg Stieleiche bei Gut Hub mit einem Stammumfang von etwa sechs Metern | ⊙        |                  | 2. Feb. 2018  |
| Streuwiese zwischen Hahnenbühel und Oderdinger Filz                                                                | BW   | ND-01089 | Polling, Weilheim Streuwiese zwischen Hahnenbühel und Oderdinger Filz mit besonderen Pflanzenvorkommen, u. a. Preußisches Laserkraut (Laserpitium prutenicum) | ⊙        | 4,5 oder 4,9     | 1982          |
| Spirkenfilz nordwestlich von Oderding                                                                              | BW   | ND-01090 | Polling Ein Hochmoor nordwestlich des Orts im Lichtfilz | ⊙        | 4,3              | 1982          |
| Quellgebiet mit Bachlauf südlich von Etting                                                                        |      | ND-01105 | Polling Relativ starke Quelle aus den (Murnauer) Vorstoßschottern am östlichen Talhang. Weitere, z. T. starke Quellen liegen im Ortsbereich, teils für Fischzuchten genutzt. Nördlich des Ortes liegen zwei weitere starke Quellaustritte mit kleinen Sandvulkanen. (Geotop: 190Q001) | ⊙        | 3,9              | 1982          |
| Sommerlinde neben der Kirche in Prem                                                                               |      | ND-00241 | Prem Sommerlinde am Hang vor der Kirche mit einem Stammumfang von etwa 5,7 Metern | ⊙        |                  |               |
| Sommerlinde unmittelbar westlich des Weilers Hinterholz                                                            | BW   | ND-00064 | Prem Sommerlinde am nordwestlichen Ortsrand des Weilers Hinterholz | ⊙        |                  |               |
| Irrblock nördlich von Unterried                                                                                    | BW   | ND-00244 | Prem Irrblock zwischen Unterried und Steingädele, südlich des Markbachfilzes | ⊙        |                  | 8. Okt. 1952  |
| Krautfilz südöstlich von Hinterholz                                                                                | BW   | ND-00245 | Prem Krautfilz südöstlich des Weilers Hinterholz | ⊙        |                  |               |
| Streuwiese am Inneren Wachtfleckgraben                                                                             | BW   | ND-01933 | Raisting Nordöstlich des Orts, ein schmaler Streifen entlang des Inneren Wachtfleckengrabens (Flur Schiffländl), angrenzend an ein NSG und einen geschützten Landschaftsbestandteil, siehe Lageplan im ABSP | ⊙        | 3,37             | 1982          |
| Heidewiese nordwestlich des Kreuther Steges über den Lech                                                          | BW   | ND-00060 | Schongau Ehemalige Hutelandschaft, südlich der Stadt zwischen B 17 und Lech | ⊙        | 3,5              | 1954          |
| Trockenrasen östlich Schongau (Staffelau)                                                                          |      | ND-01086 | Schongau Östlich des Bahnhofs, am Hang oberhalb der Rosenaustraße | ⊙        | 1,3              | 1982          |
| Flatterulme im Garten des Schongauer Stadtschlosses                                                                |      | ND-06972 | Schongau Flatterulme im Schlossgarten mit einem Stammumfang von etwa sechs Metern | ⊙        |                  | 16. Nov. 2013 |
| Trockenrasen Siechenhalde                                                                                          |      | ND-01087 | Schongau Kalkmagerrasen am Prallhang der ehemaligen Lechschleife um Schongau, nördlich des Stadtzentrums (Geotop: 190R011) | ⊙        | 1,85             | 1982          |
| Küchenschellenbestände                                                                                             | BW   |          | Schwabsoien Südwestlich des Orts | ⊙        | 0,03             | 1953          |
| Irrblock Sachsenried                                                                                               | BW   | ND-01074 | Schwabsoien Irrblock, Unterjuramarmor(?) | ⊙        |                  |               |
| Zwei Sommerlinden bei Sachsenried                                                                                  | BW   | ND-01075 | Schwabsoien Zwei Sommerlinden südlich von Sachsenried, etwa 275 m voneinander entfernt | ⊙        |                  |               |
| Zwei Linden |      | ND-01092 | Seeshaupt Eine Linde an der Einfahrt zum Würmseestüberl mit einem Stammumfang von etwa vier Metern und eine Linde am Kriegerdenkmal mit einem Stammumfang von etwa fünf Metern | ⊙        |                  | 1987          |
| Bergulme |      | ND-07065 | Seeshaupt Bergulme vor dem Haus Pettenkoferallee 27, „eine der mächtigsten Bergulmen in Bayern“ mit einem Umfang von 3,35 m und einer Höhe von 25 m. | ⊙        |                  | 16. Okt. 2015 |
| Hangquellmoor östlich von Butzau                                                                                   | BW   | ND-00059 | Steingaden Östlich von Butzau liegt neben der B17 ein als Naturdenkmal geschütztes Hangflachmoor. Die Fläche wird als Streuwiese genutzt. (Geotop: 190R022) | ⊙        | 0,25             | 26. Nov. 2007 |
| Lech zwischen Lechbruck und Niederwies (Fluss-km: 146,8 bis 132,9)                                                 |      | ND-00252 | Steingaden, Prem, Peiting, Burggen, Bernbeuren, Lechbruck am See Das Naturdenkmal mit einer Gesamtfläche von 152 ha liegt mit 120,37 ha überwiegend auf dem Gemeindegebiet von Steingaden, auf Prem entfallen 18,74 ha und auf Peiting 9,80 ha. Die restlichen circa 3 ha liegen auf dem Gemeindegebiet von Burggen, Bernbeuren und Lechbruck am See im Landkreis Ostallgäu. Das Naturdenkmal liegt weitgehend (zu über 98 %) innerhalb des Landschaftsschutzgebiets „Schutz von Landschaftsteilen des Lech und seiner Uferbereiche zwischen Gründl, Gemeinde Prem und Niederwies, Markt Peiting (Bernbeuren, Steingaden, Burggen, Peiting)“. Die Geotope „Lech an der Litzauer Schleife“ (Geotop: 190R034) und „Prallhänge und Kiesbänke des Lechs bei Niederwies“ (Geotop: 190R038) sind Bestandteil des Naturdenkmals. | ⊙        | 152              |               |
| 2 Sommerlinden südlich von Kellershof an einer Kapelle                                                             | BW   | ND-00250 | Steingaden Zwei Sommerlinden an der Wegkapelle am südlichen Ortseingang des Weilers Kellershof | ⊙        |                  |               |
| Spirkenhangmoor westlich vom Deutensee                                                                             | BW   | ND-00055 | Steingaden Im westlichen Teil naturnahes Bergkiefernhochmoor, im östlichen Teil Spirken auf einer ehemaligen Streuwiese | ⊙        | 2,71             | 26. Nov. 2007 |
| Streuwiese - ehemals „Unterer Lindecker See“                                                                       | BW   | ND-00056 | Steingaden Streuwiese auf dem ehemaligen „Unteren Lindecker See“ im Naturschutzgebiet „Moore um die Wies“ | ⊙        | 4,44             | 26. Nov. 2007 |
| Spirkenmoor im Bereich der Bergwiesen                                                                              | BW   | ND-00062 | Steingaden Spirkenmoor im Bereich zwischen Bergwiesenbach und Kellershofer Bach nördlich der Illach | ⊙        | 2,80             |               |
| Eiche nördlich von Reitersau                                                                                       | BW   | ND-00243 | Steingaden Eine Eiche in der Nähe der Straße von Steingaden nach Reitersau | ⊙        |                  |               |
| Ein erratischer Block zwischen Wies und Hiebler                                                                    | BW   | ND-00248 | Steingaden Der Gletscherstein liegt etwa 200 m südlich Hiebler. Der zweite, etwas weiter südlich gelegene erratische Block wurde Mitte der 90er Jahre bei einer Planierung versehentlich zugeschüttet | ⊙        |                  | 19. Juli 1938 |
| Streuwiese bei Gogel nordöstlich von Fronreiten                                                                    | BW   | ND-00249 | Steingaden Streuwiese mit besonderem Pflanzenvorkommen und hervorragender Schönheit | ⊙        | 1,22             | 26. Nov. 2007 |
| Tassilolinde |      | ND-01081 | Wessobrunn Sommerlinde mit einem Stammumfang von etwa 14 Metern | ⊙        |                  |               |
| Drei Linden (Gebetslinden)                                                                                         |      | ND-01082 | Wessobrunn Im Ortszentrum, Ecke Zöpfstraße/Klosterhof | ⊙        |                  |               |
| Marienlinde | BW   |          | Wessobrunn Im Ortsteil Linden | ⊙        |                  |               |
| Schleierfälle |      | ND-00054 | Wildsteig Gesamtbereich der Schleierfälle, insbesondere der Quellbereich oberhalb der Wasserfälle mit Wasserdost-Hochstaudenflur und Pfeifengrasbeständen, den Kalktufffelsen selbst von der oberen Hangkante bis zur Uferlinie der Ammer einschließlich der Kalkquellfluren mit den verschiedenen Moosgesellschaften und der Schleierfallhöhle; gelegen im Naturschutzgebiet „Ammerschlucht im Bereich des Scheibum“ (Geotop: 190R046, siehe Liste der Geotope im Landkreis Garmisch-Partenkirchen) | ⊙        | 0,5              | 2. Sep. 1994  |
| Sommerlinde | BW   | ND-00247 | Wildsteig Sommerlinde in der Nähe der Pfarrkirche St. Jakob | ⊙        |                  |               |
| Bergahorn im Ortsteil Ried                                                                                         | BW   | ND-00239 | Wildsteig Bergahorn an der Kreuzung der Riedstraße mit dem Morgenbacher Weg | ⊙        |                  |               |
| Spirkenfilz östlich von Schildschwaig                                                                              | BW   | ND-00246 | Wildsteig Spirkenfilz im Illachtal südöstlich des Weilers Schildschwaig | ⊙        | 2,37             |               |
| Legende für Naturdenkmal                                                                                           |      |          | |          |                  |               |

## Ehemalige Naturdenkmäler
| Name                     | Bild | Kennung | Einzelheiten | Position | Fläche Hektar | Datum                           |
| ------------------------ | ---- | ------- | --- | -------- | ------------- | ------------------------------- |
| Zwei Pappeln             |      |         | Prem Zwei Schwarz-Pappeln am Mühlfeldweg, dazwischen ein Wegkreuz. Vor einigen Jahren bei schweren Stürmen gestürzt. | ⊙        |               |                                 |
| Eibe                     | BW   |         | Rottenbuch Eibe in Schönberg                                                                                         | ⊙        |               | 30. März 1954 bis 17. Sep. 2019 |
| Sommerlinde              | BW   |         | Steingaden, OT Steingädele Über 300 Jahre alte Sommerlinde; gelöscht wegen Astbrüchen und Pilzerkrankungen           | ⊙        |               | 24. Juli 1967 bis 16. Juli 2015 |
| Legende für Naturdenkmal |      |         | |          |               |                                 |